# Urinom
Als Urinom bezeichnet man eine Ansammlung von Urin im Retroperitonealraum. Zu Urinomen kommt es als Komplikation infolge Undichtigkeiten bei Nierentransplantationen oder nach Verletzungen des Harnleiters. Differentialdiagnostisch müssen Hämatome, Abszesse oder Lymphozelen ausgeschlossen werden. Im CT stellen sich Urinome durch eine geringere Dichte als Hämatome dar. In der Magnetresonanztomographie sind sie in der T2-Wichtung hyperintens, in der T1-Wichtung meistens hypointens. Zum Ausschluss von Abszessen kann eine Diffusionsgewichtete Magnetresonanztomografie (DWI) helfen, da Urinome keine Diffusionsrestriktion zeigen. Bei der Urografie kommt es zu Kontrastmittelanreicherung in der Leakage. In der Regel kann ein Urinom durch ein perkutan eingebrachten dünnwandigen Katheter drainiert werden.